# Till Death Unites Us
Till Death Unites Us es el cuarto álbum de estudio la banda finlandesa de death metal melódico, Norther. Fue lanzado el 25 de enero de 2006 por Spinefarm Records y es el primer álbum sin ninguna versión de otra banda. La canción "Scream" fue lanzada como sencillo.

## Lista de canciones
1. "Throwing My Life Away" – 3:08
2. "Drowning" – 3:47
3. "Norther" – 3:41
4. "Everything" – 4:32
5. "Evil Ladies" – 3:37
6. "Omen" – 4:27
7. "Scream" – 4:19
8. "Fuck You" – 2:03
9. "Alone in the End" – 4:09
10. "Die" – 2:23
11. "Wasted Years" – 5:01
12. "The End of Our Lives" – 3:34

Pistas adicionales japoneses
1. "Day Zero" – 3:11
2. "YDKS" (You Don't Know Shit) – 3:44
3. "Hellhole" – 3:45
4. "Thorn" – 3:32
5. "Chasm" (Remix) – 4:18

(Extraídos del EP Solution 7)

## Créditos
- Petri Lindroos - Guitarra, voz
- Kristian Ranta - Guitarra, voz
- Heikki Saari - Batería
- Jukka Koskinen - Bajo
- Tuomas Planman - Teclados, sintetizador

- Datos: Q2536489